# 카를로 팔람
카를로 팔람(타갈로그어: Carlo Paalam, 타갈로그어 발음: [pɐˈʔalɐm], 1998년 7월 16일~)은 필리핀의 권투 선수로 2020년 하계 올림픽 플라이급에서 은메달을 획득했다. 또한 아시안 게임에서 동메달 1개, 아시아 선수권 대회에서 금메달 1개를 획득했다.